# Edvard Kardelj
Edvard Kardelj [édvard- kardélj-] (psevdonim Sperans, ilegalna in partizanska imena: Krištof, J. Bevc, Ivan Kovač, Ivan Ukmar, Tone Brodar), slovenski politik, publicist, revolucionar, partizan, narodni heroj, * 27. januar 1910, Ljubljana, Avstro-Ogrska † 10. februar 1979, Ljubljana, SFRJ. 
Kardelj je bil eden od vodilnih komunističnih revolucionarjev, članov Komunistične partije Slovenije pred drugo svetovno vojno. Med vojno je bil Kardelj eden od voditeljev Osvobodilne fronte slovenskega naroda in v partizanih, po vojni pa je bil zvezni politični voditelj v Socialistični federativni republiki Jugoslaviji. Vodil je jugoslovansko delegacijo v mirovnih pogajanjih z Italijo zaradi mejnega spora v Julijski krajini itd. Bil je glavni ustvarjalec jugoslovanskega sistema delavskega samoupravljanja. Bil je politično-ekonomski publicist in častni član Slovenske akademije znanosti in umetnosti ter redni član Srbske akademije znanosti in umetnosti. Imel je pomembno vlogo pri utemeljitvi jugoslovanske zunanje politike z oblikovanjem temeljnih idejnih smernic politike neuvrščenosti v petdesetih in šestdesetih letih 20. stoletja. 

## Mladost in začetki političnega delovanja
Rojen je bil v delavski družini v Ljubljani. Leta 1926 se je kot 16-letnik včlanil v mladinsko organizacijo jugoslovanskih komunistov (SKOJ), dve leti kasneje je postal član Komunistične partije Jugoslavije (KPJ). Leta 1929 je maturiral na učiteljišču, a učiteljske službe ni nikoli nastopil. Zaradi aktivnega delovanja v prepovedani stranki KPJ je bil februarja 1930 v Beogradu aretiran in obsojen na dve leti ječe. Po izpustitvi iz zapora se je leta 1932 vrnil v Ljubljano, kjer so ga imenovali za člana novega Pokrajinskega komiteja KPJ za Slovenijo. Po tem, ko so nekateri starejši vodilni slovenski komunisti izstopili ali bili izključeni iz KPJ je Edvard Kardelj skupaj z Borisom Kidričem in Francem Leskoškom postal eden od članov novega vodstva slovenskih komunistov.

## Odhod v Sovjetsko zvezo in vrnitev v Jugoslavijo
Kardelj je propagiral boj proti kapitalizmu, imperializmu, parlamentarnim demokracijam in podpiral Stalinovo politiko in politični sistem Sovjetske zveze. Leta 1935 je obiskal Sovjetsko zvezo. Po vrnitvi je aprila 1937 na Čebinah organiziral sestanek, na katerem so ustanovili Komunistično partijo Slovenije (KPS) kot sestavni del Komunistične partije Jugoslavije (KPJ). Propagiral je tako boj proti kapitalizmu, fašistični Italiji in nacistični Nemčiji. 

### KnjigaRazvoj slovenskega narodnega vprašanja
V času po vrnitvi v Jugoslavijo je Kardelj pod psevdonimom Sperans izdal tudi svojo najbolj znano knjigo, Razvoj slovenskega narodnega vprašanja (Ljubljana, 1939). Po vojni je izšlo več ponatisov in popravljenih izdaj. Prevedena je bila v več kot 50 tujih jezikov. 
Po letu 2000 se je v nekaterih virih pojavila trditev, da je Kardelj prepisal in pod svojim imenom izdal rokopis z naslovom Das nationale Problem der Slowenen, ki ga je leta 1933 v Moskvi napisal predvojni komunist Dragotin Gustinčič. Obtožbe analiza menda ni potrdila. Nasprotno, zgodovinar France Filipič, ki je prebral oba teksta, trdi, da »gre za dva popolnoma različna teksta. Lahko zatrdim, da so očitki na Kardeljev račun neutemeljeni. In tisti, ki tako pišejo, so v zmoti.«
Aleksander Zorn tudi zagovarja trditev, da je avtor knjige o slovenskem narodnem vprašanju prvi slovenski komunist in mož Anice Lokarjeve Dragotin Gustinčič, le da je delo izšlo pod avtorstvom Edvarda Kardelja - Speransa: "Šlo je za preprosto krajo avtorskega dela, zgodovinarji pa se tega dejstva ves čas izogibajo".

## V 2. svetovni vojni
Po napadu Nemčije in njenih zaveznikov na Jugoslavijo, 6. aprila 1941, se skupaj s Titom po naročilu iz Moskve ni želel opredeliti o okupaciji Jugoslavije. Aprila 1941 je bil eden od pobudnikov ustanovitve Osvobodilne fronte. 
V času druge svetovne vojne je bil politični in ideološki vodja slovenskih partizanskih enot. Bil je član Vrhovnega štaba NOV in POJ. 1943 je postal eden od treh podpredsednikov IO OF (funkcijo ohranil do 1953). Udeležil se je Zbora odposlancev slovenskega naroda v Kočevju, na 2. zasedanju AVNOJ-a v Jajcu novembra 1943, nato je bil s Titom kot podpredsednik NKOJ (partizanske vlade, imenovane Nacionalni komite osvoboditve Jugoslavije) 1944 v Drvarju in na Visu ter končno v Beogradu.

### Odgovornost pri povojnih pobojih
Že med samo vojno, kakor po njenem koncu, je bil Kardelj, skupaj s tedanjim komunističnim vodstvom, med odgovornimi za organizacijo in izvedbo izvensodnih množičnih povojnih pobojev. Pri povojnih pobojih je zelo sodeloval pri pokolu v Kočevskem Rogu maja 1945. Poleg tega je imel Kardelj v prvi polovici leta 1942 znotraj partije in OF absolutno dominantno vlogo in je kot tak narekoval taktiko delovanja. Kardelj je bil pobudnik in utemeljitelj „druge etape“, ki je sprožila fanatični boj za prevlado z uporabo najbolj brutalnih metod. V ključnih pomladnih in poletnih mesecih leta 1942 je diktiral razvoj revolucije v Ljubljani, v tem času pa je večina članov IO OF in članov CK KPS, ki je iz Ljubljane odšla v partizane, Kardelja pooblastila, da jih zastopa. Kardelj je tako narekoval radikalno usmeritev VOS-a, ki je z umori napadal zlasti tradicionalni tabor v Ljubljani. Do najbolj skrajne „uporabe“ VOS-a je prišlo, ko je Kardelj poljubno naročal, katere voditelje in vplivne posameznike tradicionalne strani naj VOS pobije.
Leta 2005 je bila objavljena Kardeljeva osebna depeša predsedniku takratne slovenske vlade Borisu Kidriču, v kateri je navedel, da ni "razloga, biti tako počasni pri čiščenju kot doslej." Depeša je potrdila, da je bilo za izvensodne poboje v Jugoslaviji odgovorno državno vodstvo, prav tako pa neposredno odgovorne in vpletene tudi slovenske oblasti, ki so jih vodili komunisti.

## Povojno politično delovanje
Bil je eden izmed glavnih avtorjev jugoslovanske ustave in vseh njenih naslednjih sprememb, ki so prinašale večjo samostojnost republik in uvedle družbeno lastnino ter samoupravljanje kot novo obliko socialistične demokracije ter izdal veliko knjig, ki so bile temelj teh sprememb. Bil je Titov ideolog in nosilec nove marksistične misli. Njegova najbolj znana iz razprave za 11, kongres ZKJ »Smeri razvoja političnega sistema socialističnega samoupravljanja" v kateri odpira nove dimenzije demokratizacije jugoslovanske poti v socializem »Sreče človeku ne more dati niti država niti sistem niti politična stranka. Srečo si lahko človek ustvari samo sam. Toda ne sam kot posameznik, ampak samo v enakopravnih odnosih z drugimi ljudmi. V teh odnosih mora samoupravno in svobodno obvladati svoje posamezne in splošne družbene odnose ter - v ustreznih demokratičnih organizacijskih oblikah - tudi državo, sistem in politično stranko kot instrumente svojega lastnega samoupravljanja. Avantgardne sile socializma in socialistična družba imajo lahko potemtakem samo en cilj - da glede na možnost danega zgodovinskega trenutka ustvarjajo razmere, v katerih bo človek kar najbolj svoboden pri takšnem osebnem izražanju in ustvarjanju, da bo lahko - na podlagi družbene lastnine proizvajalnih sredstev - svobodno delal in ustvarjal za svojo srečo. To je samoupravljanje.«
Opravljal je najpomembnejše politične in državniške funkcije. Bil je podpredsednik vlade FLRJ (1946-53), v. d. zunanjega ministra, predsednik zvezne kontrolne komisije (1946-48), predsednik komiteja za zakonodajo in izgradnjo ljudske oblasti oz. sveta za zakonodajo in organizacijo (do 1953) vlade FLRJ. V letih od 1948 do 1953 je bil zunanji minister FLR Jugoslavije in v tej vlogi vodil jugoslovanske delegacije na pomembnih mednarodnih srečanjih in konferencah, ki so zadevale povojno ureditev sveta in Evrope ter naših (zahodnih) meja. Ob reševanju tržaškega vprašanja gre prav njemu največ zaslug za vrnitev večjega dela Primorske k matični domovini. Leta 1949 so ga zaradi političnih zaslug imenovali za častnega člana Slovenske akademije znanosti in umetnosti (SAZU). V letih 1953-60 je bil tudi generalni sekretar SZDL Jugoslavije, 1953-63 je bil podpredsednik zveznega izvršnega sveta (v tej vlogi je mdr. 1954 obiskal skandinavske in zahodnoevropske države, naslenje leto uradno tudi Veliko Britanijo, 1957 pa je vodil državno-partijsko delegacijo FLRJ/ZKJ na proslavi 40. obletnice oktobrske revolucije v Moskvi ter na posvetovanju komunističnih in delavskih strank prav tam). 1963-67 predsednik jugoslovanske zvezne skupščine in obenem zvezne ustavne komisije ter do smrti zasedal najvišje funkcije v državni oblasti (kot predsednik skupne ustavne komisije vseh zborov skupščine SFRJ v začetku 70. let je imel odločilno vlogo pri pripravi ustavnih sprememb in nove ustave 1974), nazadnje je bil od 1974 do svoje smrti slovenski član Predsedstva SFRJ (1975-78 tudi predsednik Zveznega sveta za menarodne odnose in v tej vlogi 1975 sodeloval na Helsinški konferenci o varnosti in sodelovanju v Evropi). Bil je najvišji in najvplivnejši funkcionar Zveze komunistov Slovenije in Zveze komunistov Jugoslavije, v kateri je imel, vsaj od Rankovićevega padca 1966, vodilni položaj takoj za Titovim in sicer kot član politbiroja in sekretar CK KPJ oz. IK CK ZKJ do 1966, kasneje vse do smrti član predsedstva (CK) ZKJ in 1969-72 tudi njegovega izvršnega biroja. Že leta 1951 je bil izvoljen za častnega člana Združenja pravnikov Jugoslavije, kasneje tudi za častnega predsednika, čeprav formalno sploh ni imel pravne izobrazbe. Leta 1978 ga je Ekonomska fakulteta v Ljubljani izvolila v naslov rednega profesorja za področje politične ekonomije socializma. Politične organizacije, jugoslovanske in slovenske oblasti so ga odlikovale z vsemi takrat obstoječimi najvišjimi državnimi odlikovanji, kot so: red narodnega heroja, kar dvakrat je prejel red junaka socialističnega dela (prvič 1955, drugič pa posmrtno 1979), red narodne osvoboditve, red partizanske zvezde I. stopnje, red zaslug za ljudstvo I. stopnje, red bratstva in enotnosti I. stopnje, red za hrabrost in partizanska spomenica 1941. V tem času so v Sloveniji po Kardelju poimenovali mnogo objektov, ustanov, ulic in naselij (mdr. hrvaško luko Ploče - prvič v začetku 50. let, ponovno po njegovi smrti). Med letoma 1979 in 1990 je nosila njegovo ime tudi ljubljanska univerza, in sicer Univerza Edvarda Kardelja v Ljubljani, ki mu je že 1969 podelila častni doktorat. Po razpadu režima so večino preimenovali, nekatera (npr. Kardeljeva ploščad za Bežigradom v Ljubljani, kjer so locirane družboslovne fakultete) pa so še ohranila njegovo ime.     
Leta 1968 je anketa javnega mnenja pokazala, da je predsednik slovenskega izvršnega sveta Stane Kavčič popularnejši od Edvarda Kardelja. Ljubosumnost in zavist Edvarda Kardelja in drugih Kavčičevih nasprotnikov je pripomogla h Kavčičevi kasnejši odstavitvi ob t. i. cestni aferi. Znani emigrant Ciril Žebot mu je tedaj napisal in v Avstriji objavil Odgovor, ki pa je bil v takratni Socialistični Republiki Sloveniji prepovedan.
Bil je rezervni generalpolkovnik JLA, častni občan Ljubljane (1955) in vseh občin v Sloveniji (podobno kot pred 2. svetovno vojno Anton Korošec). 1960 so ga izvolili za rednega člana Srbske akademije znanosti in umetnosti (SANU), za častnega člana pa poleg slovenske še akademiji znanosti BiH in Makedonije. Leta 1958 je dobil Prešernovo nagrado za delo Razvoj slovenskega narodnega vprašanja, 1968 pa še nagrado AVNOJ.

### Smrt in pogreb
Leta 1974 so Kardelju zdravniki diagnasticirali raka na debelem črevesju, ob odkritju pa se je njegov osebni zdravnik posvetoval o nadaljnjem zdravljenju z ameriškimi in švedskimi zdravniki. Kmalu po vrnitvi z obiska v Washingtonu v začetku leta 1977, se je Kardeljevo zdravje začelo močno slabšati, zaradi česar se je v javnosti začel redko pojavljati. Pozneje je bil dvakrat operiran, potem ko so odkrili, da se mu je rak razširil na jetra in pljuča. Konec leta 1978 je hudo zbolel. Njegovo zdravje se je tekom januarja 1979 močno poslabšalo, zato je bil 5. februarja sprejet v ljubljanski klinični center, kjer je štiri dni pozneje padel v komo. 10. februarja 1979 zjutraj je po 20 urah v komi umrl v starosti 69 let.
Kardeljev pogreb je bil 13. februarja 1979 v Ljubljani. Njegovo truplo so kremirali in ga pokopali v ljubljanski grobnici narodnih herojev.

## Zasebno življenje
Poročen je bil s Pepco Kardelj, sestro slovenskega politika Ivana Mačka - Matije. Njun sin je bil pesnik Borut Kardelj. Njegova brata sta bila gledališki igralec Janez Kardelj (padel med vojno) in gospodarski novinar in urednik Bojan Kardelj. Njegova vnuka sta evropski poslanec Igor Šoltes in slikar Janez Kardelj.